# Querré
Querré és un municipi francès situat al departament de Maine i Loira i a la regió de País del Loira. L'any 2007 tenia 297 habitants.

## Demografia

### Població
El 2007 la població de fet de Querré era de 297 persones. Hi havia 104 famílies de les quals 20 eren unipersonals (12 homes vivint sols i 8 dones vivint soles), 21 parelles sense fills, 46 parelles amb fills i 17 famílies monoparentals amb fills.
La població ha evolucionat segons el següent gràfic:
Habitants censats

### Habitatges
El 2007 hi havia 116 habitatges, 105 eren l'habitatge principal de la família, 1 era una segona residència i 10 estaven desocupats. Tots els 116 habitatges eren cases. Dels 105 habitatges principals, 80 estaven ocupats pels seus propietaris, 24 estaven llogats i ocupats pels llogaters i 1 estava cedit a títol gratuït; 2 tenien dues cambres, 20 en tenien tres, 29 en tenien quatre i 54 en tenien cinc o més. 81 habitatges disposaven pel capbaix d'una plaça de pàrquing. A 54 habitatges hi havia un automòbil i a 48 n'hi havia dos o més.

### Piràmide de població
La piràmide de població per edats i sexe el 2009 era:
| Homes | Edats   | Dones |
| ----- | ------- | ----- |
| 0     | 95 o +  | 0     |
| 0     | 90 a 94 | 0     |
| 4     | 85 a 89 | 0     |
| 0     | 80 a 84 | 0     |
| 8     | 75 a 79 | 0     |
| 8     | 70 a 74 | 8     |
| 0     | 65 a 69 | 0     |
| 8     | 60 a 64 | 4     |
| 0     | 55 a 59 | 0     |
| 4     | 50 a 54 | 4     |
| 20    | 45 a 49 | 16    |
| 12    | 40 a 44 | 12    |
| 8     | 35 a 39 | 12    |
| 8     | 30 a 34 | 8     |
| 4     | 25 a 29 | 8     |
| 16    | 20 a 24 | 0     |
| 16    | 15 a 19 | 20    |
| 20    | 10 a 14 | 20    |
| 12    | 5 a 9   | 12    |
| 4     | 0 a 4   | 4     |

## Economia
El 2007 la població en edat de treballar era de 185 persones, 144 eren actives i 41 eren inactives. De les 144 persones actives 131 estaven ocupades (73 homes i 58 dones) i 13 estaven aturades (7 homes i 6 dones). De les 41 persones inactives 10 estaven jubilades, 16 estaven estudiant i 15 estaven classificades com a «altres inactius».

### Ingressos
El 2009 a Querré hi havia 105 unitats fiscals que integraven 303 persones, la mediana anual d'ingressos fiscals per persona era de 14.842 €.

### Activitats econòmiques
Dels 8 establiments que hi havia el 2007, 4 eren d'empreses de construcció, 1 d'una empresa de comerç i reparació d'automòbils, 1 d'una empresa d'hostatgeria i restauració i 2 d'empreses de serveis.
Dels 4 establiments de servei als particulars que hi havia el 2009, 1 era un paleta, 2 electricistes i 1 restaurant.
L'any 2000 a Querré hi havia 19 explotacions agrícoles que ocupaven un total de 742 hectàrees.

## Equipaments sanitaris i escolars
El 2009 hi havia una escola elemental.

## Poblacions més properes
El següent diagrama mostra les poblacions més properes.